# Caroiaj

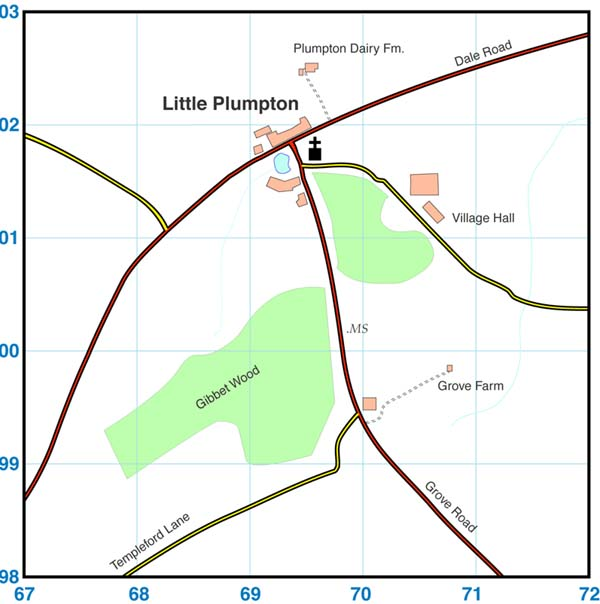
Caroiaj tipic pe o foaie de hartă.

Caroiajul reprezintă o rețea de drepte perpendiculare între ele, desenată pe o foaie de hârtie pentru a ajuta transpunerea, pe această foaie, a unui desen, a unei hărți etc.
În topografie caroiajul servește pentru a defini locații de pe hărți, folosind coordonate carteziene. Liniile grilei de pe hărți definesc sistemul de coordonate, și sunt numerotate pentru a oferi o referință unică de caracteristici. 
Sistemele de caroiaj variază, dar cel mai comun este o grilă pătrată cu linii care se intersectează reciproc în unghiuri drepte și sunt numerotate secvențial de la origine, din partea stângă de jos a hărții. Numerele grilei de pe axa est-vest (pe orizontală) sunt numite Est, iar numerele de rețea de pe axa nord-sud (pe verticală) se numesc Nord. Grila poate fi arbitrară, sau se poate baza pe distanțe specifice, de exemplu, unele hărți folosesc distanța de un kilometru pentru latura unui pătrat de grilă.
O referință din rețea localizează o regiune pătrat unică pe hartă. Precizia de localizare variază, de exemplu un plan simplu de oraș poate utiliza un sistem grilă simplu cu litere unice pentru Est și numere unice pentru Nord. O referință în acest sistem, cum ar fi H3, localizează un anumit pătrat, mai degrabă decât un singur punct.
Punctele pot fi localizate prin referință la grila de pe hărți care utilizează un sistem standard pentru Est și Nord, cum ar fi Sistemul de coordonate Universal Transverse Mercator⁠(en)[traduceți], utilizat în întreaga lume, sau Proiecția Stereografică 1970 folosită în România. Aceste puncte pot fi apoi amplasate pe un alt suport folosind referințele de rețea, chiar dacă se folosesc hărți la scară diferită. 